# Morten Kronborg
Morten Tolver Kronborg (* 9. Dezember 1985) ist ein dänischer Badmintonspieler. 

## Karriere
Morten Tolver Kronborg wurde 2004 Juniorenmeister in Dänemark. 2006 siegte er bei den Iceland International und 2009 bei den Cyprus International.

## Sportliche Erfolge
| Saison    | Veranstaltung                                    | Disziplin    | Platz | Name                                                    |
| --------- | ------------------------------------------------ | ------------ | ----- | ------------------------------------------------------- |
| 2003/2004 | Dänemark: Einzelmeisterschaften der Junioren U19 | Herrendoppel | 1     | Christopher Bruun Jensen / Morten T. Kronborg, Gentofte |
| 2006      | Iceland International                            | Herrendoppel | 1     | Christopher Bruun Jensen / Morten T. Kronborg           |
| 2009      | Cyprus International                             | Herrendoppel | 1     | Christopher Bruun Jensen / Morten T. Kronborg           |